# El triangulito
El triangulito es una película española dirigida por José María Forqué. Se trata de una comedia ácida con toques románticos y melodramáticos, que aborda el tabú de un triángulo amoroso con noviazgo a tres bandas y que caricaturiza las costumbres, la fidelidad y la moral de la época.
La película fue producida en 1970 y se estrenó el 4 de enero de 1971, según el catálogo del cine español del ICAA.

## Sinopsis
Lázaro López (Fernando Fernán Gómez) y Sabino Pérez (Gérard Barray) son dos empleados del gran almacén de Muebles "La Felicidad", en la sucursal de Barcelona, que se enamoran a la vez de Laura Arramendi (Dyanik Zurakowska), una nueva empleada joven e ingenua, que acepta compartir el amor de ambos. El trío empieza a vivir su noviazgo con mucha ilusión a pesar de que los dos novios maduros ya están casados e incluso Sabino tiene familia numerosa. 
Mientras su 'pareja de tres' avanza, en el gran almacén se planea una sensacional campaña de publicidad para la moderna cama de la era espacial modelo "Felicidad Eterna", en cuya promoción Lázaro y Sabino se juegan mucho.

## Reparto
- Fernando Fernán Gómez .... Lázaro López
- Gérard Barray .... Sabino Pérez
- Dyanik Zurakowska (acreditada como Dianik Zurakowska) .... Laura Arramendi
- Sergio Doré .... Director tienda de Muebles 'La Felicidad
- Montserrat Noé .... Pilar, esposa de Sabino
- Ana María Ventura .... Manuela, esposa de Lázaro
- Verónica Luján .... Petra, asistenta de hogar
- Margarita Torino .... Esposa del director
- Colette Jack (acreditada como Colette Giacobino) .... Lola, clienta joven
- María Matilde Almendros .... vecina
- Consuelo de Nieva ....
- Manuel Llopis ....
- Francisco Jarque .... taxista
- Juan Viñallonga .... Pepito
- Irene D'Astrea .... clienta de la tienda
- Blas de Almenara .... cliente, el marido bajito
- Joaquín Ferré .... tío
- Mariló Puntí ....
- Manuel Bronchud .... empleado de la tienda
- Derek Goldword ....
- Vicky Guerin ....
- Marta Grau ....

Sin acreditar, en imdb, han identificado a: Miguel Avilés, Esteban Dalmases, Alejo del Peral y Juan Fernández.
[ En negrita los nombres que aparecen en los carteles publicitarios ]

## Localizaciones de rodaje
La película fue rodada en localizaciones exteriores de Barcelona, Prat de Llobregat, Lago de Bañolas y costas de Garraf.
Los interiores, según aparece en los créditos, se rodaron en ISASI Estudios Cinematográficos Barcelona.

## Curiosidades
La canción de los créditos iniciales "Yo te traigo amor" fue compuesta por Adolfo Waitzman y la canta Ana Belén. 
En los créditos finales se agradece a la empresa Muebles La Fábrica su colaboración para el rodaje en su "gran centro comercial del mueble".
En cierto modo, el guion de la película aborda ya a principios de la década de los 70 la temática del poliamor. Seguramente por influencia del auge del ménage à trois y del movimiento hippie, que puso de moda el amor libre y el cuestionamiento de la concepción de las relaciones de pareja.
La película, según su ficha en el ICAA-Catálogo de Cine Español, recaudó el equivalente a 52.454,61€ y la vieron 271.920 espectadores.
En 1969, José María Forqué estrenó la película Estudio amueblado 2 P que ya tuvo parte del mismo equipo creativo (director, guionista, compositor, actor principal: Fernando Fernán Gómez) y que compartía varios temas en su planteamiento: hombres maduros infelices que quieren vivir experiencias con mujeres jóvenes y donde parte de la trama tiene lugar en un apartamento como espacio liberador.
Según el historiador y escritor cinematográfico Carlos Aguilar, la película tiene similitud con el cine estadounidense de Billy Wilder, hasta el punto que los tres protagonistas (Fernán Gómez, Barray y Zurakowska) podrían ser algo así como versiones de los típicos papeles que hacían Walter Matthau, Jack Lemmon y Shirley MacLaine.